# Ladislaus Varady
Ladislaus (Lászlo) Varady (* 27. November 1906 in Budapest; † 21. Juni 1989 in Wien) war ein ungarischer Dirigent und Komponist, der später als Professor  am Konservatorium in Wien tätig war.

## Leben
Varady besuchte das Humanistische Gymnasium in Budapest. Danach absolvierte er ein Violin- und Kompositionsstudium an der Hochschule für Musik in Budapest. Im Alter von 18 Jahren begann er zunächst als Korrepetitor, danach Studienleiter und schließlich 2. Kapellmeister am Opernhaus Leipzig. In der Folgezeit war Varady 1. Kapellmeister am Opernhaus Düsseldorf und war als Assistent bei Wilhelm Furtwängler in Berlin tätig.
Bis zum Ausbruch des Zweiten Weltkrieges war Varady als Oper- und Konzertdirigent in Paris, Brüssel, Prag, Wien und Budapest tätig.
Während der Jahre 1940 bis 1944 wurde er mehrmals für mehrere Monate zum Reichsarbeitsdienst eingezogen. Ladislaus Varady wurde 1944 im KZ Mauthausen bis zur Befreiung durch die Amerikaner im Mai 1945 inhaftiert.
Nach dem Krieg wurde ihm die Organisation und Leitung des Orchesters und der Staatsoper in Szeged übertragen. Ab 1949 erhielt Varady den Auftrag zur Organisation des Staatlichen Singspiel- und Operettentheaters in Budapest, die musikalische Leitung der staatlichen Filmproduktion und war Gastdirigent an der Budapester Staatsoper. Darüber hinaus arbeitete er beim ungarischen Rundfunk und nahm mehrere Schallplatten auf.
Im Jahr 1957 emigrierte Varady nach Wien und übernahm als Professor eine Lehrtätigkeit am Wiener Konservatorium. Neben seiner Tätigkeit als Konzertdirigent unter anderem mit den NÖ Tonkünstlern und den Wiener Symphonikern gründete und leitete Varady das Wiener Barockorchester.
Darüber hinaus war er beim österreichischen Fernsehen und Rundfunk tätig.

## Kompositionen
Der Liebeskrieg – komische Oper in drei Akten nach dem Drehbuch von Die klugen Frauen (La Kermesse héroïque, 1935) von Charles Spaak und Melodien von André-Ernest-Modeste Grétry.